# Tournoi du Canada de rugby à sept 2020
Navigation
2019 2021
Le Tournoi du Canada de rugby à sept 2020 est la sixième étape de la saison 2019-2020 des World Rugby Sevens Series. Elle se déroule sur deux jours les 7 et 8 mars 2020 au BC Place Stadium à Vancouver, au Canada.

## Équipes participantes
Seize équipes participent au tournoi (quinze équipes permanentes plus une invitée) :
- Afrique du Sud
- Angleterre
- Argentine
- Australie
- Canada
- Écosse
- Espagne
- États-Unis
- France
- Fidji
- Pays de Galles
- Irlande
- Kenya
- Nouvelle-Zélande
- Samoa
- Japon (invitée)

## Phase de poules
Les 16 équipes sont réparties en poules de 4 équipes qui se rencontrent une fois. Les points sont attribués en fonction du résultat du match comme suit :
- Victoire : 3 points
- Égalité : 2 points
- Défaite : 1 point
- Forfait : 0 point

En cas d'égalité aux points on départage les équipes selon les règles suivantes :
1. Le vainqueur du match des équipes à égalité
2. La différence de points marqués et reçus durant la poule
3. La différence d'essais marqués et reçus durant la poule
4. Tirage au sort

Rencontres et classements de la phase de poules.
| Légende | Légende                                  |
| ------- | ---------------------------------------- |
|         | Qualifiées en quarts de finale de la Cup |

### Poule A
| Rang | Pays           | J | V | N | D | Pm | Pe | Diff | Pts |
| ---- | -------------- | - | - | - | - | -- | -- | ---- | --- |
| 1    | Afrique du Sud | 3 | 3 | 0 | 0 | 67 | 5  | +62  | 9   |
| 2    | Angleterre     | 3 | 2 | 0 | 1 | 60 | 38 | +22  | 7   |
| 3    | Japon          | 3 | 0 | 1 | 2 | 14 | 55 | -41  | 4   |
| 4    | Argentine      | 3 | 0 | 1 | 2 | 19 | 62 | -43  | 4   |

| 7 mars 2020 10:44 UTC−08:00 | Angleterre | 31 - 0 | Argentine | BC Place Stadium, Vancouver |
| 7 mars 2020 10:44 UTC−08:00 |            |        |           | BC Place Stadium, Vancouver |
| 7 mars 2020 10:44 UTC−08:00 |            |        |           | BC Place Stadium, Vancouver |

| 7 mars 2020 11:06 UTC−08:00 | Afrique du Sud | 12 - 0 | Japon | BC Place Stadium, Vancouver |
| 7 mars 2020 11:06 UTC−08:00 |                |        |       | BC Place Stadium, Vancouver |
| 7 mars 2020 11:06 UTC−08:00 |                |        |       | BC Place Stadium, Vancouver |

| 7 mars 2020 12:56 UTC−08:00 | Angleterre | 29 - 0 | Japon | BC Place Stadium, Vancouver |
| 7 mars 2020 12:56 UTC−08:00 |            |        |       | BC Place Stadium, Vancouver |
| 7 mars 2020 12:56 UTC−08:00 |            |        |       | BC Place Stadium, Vancouver |

| 7 mars 2020 13:18 UTC−08:00 | Afrique du Sud | 17 - 5 | Argentine | BC Place Stadium, Vancouver |
| 7 mars 2020 13:18 UTC−08:00 |                |        |           | BC Place Stadium, Vancouver |
| 7 mars 2020 13:18 UTC−08:00 |                |        |           | BC Place Stadium, Vancouver |

| 7 mars 2020 16:08 UTC−08:00 | Argentine | 14 - 14 | Japon | BC Place Stadium, Vancouver |
| 7 mars 2020 16:08 UTC−08:00 |           |         |       | BC Place Stadium, Vancouver |
| 7 mars 2020 16:08 UTC−08:00 |           |         |       | BC Place Stadium, Vancouver |

| 7 mars 2020 16:30 UTC−08:00 | Afrique du Sud | 38 - 0 | Angleterre | BC Place Stadium, Vancouver |
| 7 mars 2020 16:30 UTC−08:00 |                |        |            | BC Place Stadium, Vancouver |
| 7 mars 2020 16:30 UTC−08:00 |                |        |            | BC Place Stadium, Vancouver |

### Poule B
| Rang | Pays           | J | V | N | D | Pm | Pe | Diff | Pts |
| ---- | -------------- | - | - | - | - | -- | -- | ---- | --- |
| 1    | Canada         | 3 | 3 | 0 | 0 | 86 | 49 | +37  | 9   |
| 2    | Fidji          | 3 | 2 | 0 | 1 | 73 | 62 | +11  | 7   |
| 3    | Pays de Galles | 3 | 1 | 0 | 2 | 47 | 74 | -27  | 5   |
| 4    | France         | 3 | 0 | 0 | 3 | 57 | 78 | -21  | 3   |

| 7 mars 2020 12:15 UTC−08:00 | France | 21 - 31 | Canada | BC Place Stadium, Vancouver |
| 7 mars 2020 12:15 UTC−08:00 |        |         |        | BC Place Stadium, Vancouver |
| 7 mars 2020 12:15 UTC−08:00 |        |         |        | BC Place Stadium, Vancouver |

| 7 mars 2020 12:37 UTC−08:00 | Fidji | 26 - 19 | Pays de Galles | BC Place Stadium, Vancouver |
| 7 mars 2020 12:37 UTC−08:00 |       |         |                | BC Place Stadium, Vancouver |
| 7 mars 2020 12:37 UTC−08:00 |       |         |                | BC Place Stadium, Vancouver |

| 7 mars 2020 14:27 UTC−08:00 | France | 19 - 21 | Pays de Galles | BC Place Stadium, Vancouver |
| 7 mars 2020 14:27 UTC−08:00 |        |         |                | BC Place Stadium, Vancouver |
| 7 mars 2020 14:27 UTC−08:00 |        |         |                | BC Place Stadium, Vancouver |

| 7 mars 2020 14:49 UTC−08:00 | Fidji | 21 - 26 | Canada | BC Place Stadium, Vancouver |
| 7 mars 2020 14:49 UTC−08:00 |       |         |        | BC Place Stadium, Vancouver |
| 7 mars 2020 14:49 UTC−08:00 |       |         |        | BC Place Stadium, Vancouver |

| 7 mars 2020 18:05 UTC−08:00 | Canada | 29 - 7 | Pays de Galles | BC Place Stadium, Vancouver |
| 7 mars 2020 18:05 UTC−08:00 |        |        |                | BC Place Stadium, Vancouver |
| 7 mars 2020 18:05 UTC−08:00 |        |        |                | BC Place Stadium, Vancouver |

| 7 mars 2020 18:33 UTC−08:00 | Fidji | 26 - 17 | France | BC Place Stadium, Vancouver |
| 7 mars 2020 18:33 UTC−08:00 |       |         |        | BC Place Stadium, Vancouver |
| 7 mars 2020 18:33 UTC−08:00 |       |         |        | BC Place Stadium, Vancouver |

### Poule C
| Rang | Pays             | J | V | N | D | Pm | Pe | Diff | Pts |
| ---- | ---------------- | - | - | - | - | -- | -- | ---- | --- |
| 1    | Nouvelle-Zélande | 3 | 3 | 0 | 0 | 93 | 24 | +69  | 9   |
| 2    | Espagne          | 3 | 2 | 0 | 1 | 45 | 71 | -26  | 7   |
| 3    | Irlande          | 3 | 1 | 0 | 2 | 64 | 73 | -9   | 5   |
| 4    | Kenya            | 3 | 0 | 0 | 3 | 26 | 60 | -34  | 3   |

| 7 mars 2020 11:31 UTC−08:00 | Irlande | 26 - 28 | Espagne | BC Place Stadium, Vancouver |
| 7 mars 2020 11:31 UTC−08:00 |         |         |         | BC Place Stadium, Vancouver |
| 7 mars 2020 11:31 UTC−08:00 |         |         |         | BC Place Stadium, Vancouver |

| 7 mars 2020 11:53 UTC−08:00 | Nouvelle-Zélande | 29 - 0 | Kenya | BC Place Stadium, Vancouver |
| 7 mars 2020 11:53 UTC−08:00 |                  |        |       | BC Place Stadium, Vancouver |
| 7 mars 2020 11:53 UTC−08:00 |                  |        |       | BC Place Stadium, Vancouver |

| 7 mars 2020 13:43 UTC−08:00 | Irlande | 14 - 12 | Kenya | BC Place Stadium, Vancouver |
| 7 mars 2020 13:43 UTC−08:00 |         |         |       | BC Place Stadium, Vancouver |
| 7 mars 2020 13:43 UTC−08:00 |         |         |       | BC Place Stadium, Vancouver |

| 7 mars 2020 14:05 UTC−08:00 | Nouvelle-Zélande | 31 - 0 | Espagne | BC Place Stadium, Vancouver |
| 7 mars 2020 14:05 UTC−08:00 |                  |        |         | BC Place Stadium, Vancouver |
| 7 mars 2020 14:05 UTC−08:00 |                  |        |         | BC Place Stadium, Vancouver |

| 7 mars 2020 17:07 UTC−08:00 | Espagne | 17 - 14 | Kenya | BC Place Stadium, Vancouver |
| 7 mars 2020 17:07 UTC−08:00 |         |         |       | BC Place Stadium, Vancouver |
| 7 mars 2020 17:07 UTC−08:00 |         |         |       | BC Place Stadium, Vancouver |

| 7 mars 2020 17:35 UTC−08:00 | Nouvelle-Zélande | 33 - 24 | Irlande | BC Place Stadium, Vancouver |
| 7 mars 2020 17:35 UTC−08:00 |                  |         |         | BC Place Stadium, Vancouver |
| 7 mars 2020 17:35 UTC−08:00 |                  |         |         | BC Place Stadium, Vancouver |

### Poule D
| Rang | Pays       | J | V | N | D | Pm  | Pe | Diff | Pts |
| ---- | ---------- | - | - | - | - | --- | -- | ---- | --- |
| 1    | Australie  | 3 | 3 | 0 | 0 | 102 | 38 | +64  | 9   |
| 2    | États-Unis | 3 | 2 | 0 | 1 | 54  | 46 | +8   | 7   |
| 3    | Écosse     | 3 | 0 | 1 | 2 | 50  | 80 | -30  | 4   |
| 4    | Samoa      | 3 | 0 | 1 | 2 | 36  | 78 | -42  | 4   |

| 7 mars 2020 10:00 UTC−08:00 | États-Unis | 19 - 5 | Samoa | BC Place Stadium, Vancouver |
| 7 mars 2020 10:00 UTC−08:00 |            |        |       | BC Place Stadium, Vancouver |
| 7 mars 2020 10:00 UTC−08:00 |            |        |       | BC Place Stadium, Vancouver |

| 7 mars 2020 10:22 UTC−08:00 | Australie | 33 - 19 | Écosse | BC Place Stadium, Vancouver |
| 7 mars 2020 10:22 UTC−08:00 |           |         |        | BC Place Stadium, Vancouver |
| 7 mars 2020 10:22 UTC−08:00 |           |         |        | BC Place Stadium, Vancouver |

| 7 mars 2020 13:12 UTC−08:00 | États-Unis | 28 - 12 | Écosse | BC Place Stadium, Vancouver |
| 7 mars 2020 13:12 UTC−08:00 |            |         |        | BC Place Stadium, Vancouver |
| 7 mars 2020 13:12 UTC−08:00 |            |         |        | BC Place Stadium, Vancouver |

| 7 mars 2020 13:34 UTC−08:00 | Australie | 40 - 12 | Samoa | BC Place Stadium, Vancouver |
| 7 mars 2020 13:34 UTC−08:00 |           |         |       | BC Place Stadium, Vancouver |
| 7 mars 2020 13:34 UTC−08:00 |           |         |       | BC Place Stadium, Vancouver |

| 7 mars 2020 15:24 UTC−08:00 | Samoa | 19 - 19 | Écosse | BC Place Stadium, Vancouver |
| 7 mars 2020 15:24 UTC−08:00 |       |         |        | BC Place Stadium, Vancouver |
| 7 mars 2020 15:24 UTC−08:00 |       |         |        | BC Place Stadium, Vancouver |

| 7 mars 2020 15:46 UTC−08:00 | Australie | 29 - 7 | États-Unis | BC Place Stadium, Vancouver |
| 7 mars 2020 15:46 UTC−08:00 |           |        |            | BC Place Stadium, Vancouver |
| 7 mars 2020 15:46 UTC−08:00 |           |        |            | BC Place Stadium, Vancouver |

## Phase finale
Résultats de la phase finale.

### Tournois principaux

#### Cup
|  | Quarts de finale              | Quarts de finale              |                               |                               | Demi-finales                  | Demi-finales                  |    |  | Finale                        | Finale                        |
|  | Quarts de finale              | Quarts de finale              |                               |                               | Demi-finales                  | Demi-finales                  |    |  | Finale                        | Finale                        |
|  |                               |                               |                               |                               |                               |                               |    |  |                               |                               |
|  | 8 mars 2020 - 11:19 UTC−08:00 | 8 mars 2020 - 11:19 UTC−08:00 |                               |                               | 8 mars 2020 - 15:14 UTC−08:00 | 8 mars 2020 - 15:14 UTC−08:00 |    |  | 8 mars 2020 - 18:28 UTC−08:00 | 8 mars 2020 - 18:28 UTC−08:00 |
|  | 8 mars 2020 - 11:19 UTC−08:00 | 8 mars 2020 - 11:19 UTC−08:00 |                               |                               | 8 mars 2020 - 15:14 UTC−08:00 | 8 mars 2020 - 15:14 UTC−08:00 |    |  | 8 mars 2020 - 18:28 UTC−08:00 | 8 mars 2020 - 18:28 UTC−08:00 |
|  | Afrique du Sud                | 26                            |                               |                               | 8 mars 2020 - 15:14 UTC−08:00 | 8 mars 2020 - 15:14 UTC−08:00 |    |  | 8 mars 2020 - 18:28 UTC−08:00 | 8 mars 2020 - 18:28 UTC−08:00 |
|  | Afrique du Sud                | 26                            |                               |                               | 8 mars 2020 - 15:14 UTC−08:00 | 8 mars 2020 - 15:14 UTC−08:00 |    |  | 8 mars 2020 - 18:28 UTC−08:00 | 8 mars 2020 - 18:28 UTC−08:00 |
|  | États-Unis                    | 10                            |                               |                               | 8 mars 2020 - 15:14 UTC−08:00 | 8 mars 2020 - 15:14 UTC−08:00 |    |  | 8 mars 2020 - 18:28 UTC−08:00 | 8 mars 2020 - 18:28 UTC−08:00 |
|  | États-Unis                    | 10                            | Afrique du Sud                | 15                            |                               |                               |    |  | 8 mars 2020 - 18:28 UTC−08:00 | 8 mars 2020 - 18:28 UTC−08:00 |
|  | 8 mars 2020 - 11:41 UTC−08:00 |                               | Afrique du Sud                | 15                            |                               |                               |    |  | 8 mars 2020 - 18:28 UTC−08:00 | 8 mars 2020 - 18:28 UTC−08:00 |
|  |                               | Nouvelle-Zélande              | 27                            |                               |                               |                               |    |  | 8 mars 2020 - 18:28 UTC−08:00 | 8 mars 2020 - 18:28 UTC−08:00 |
|  | Nouvelle-Zélande              | Nouvelle-Zélande              | 27                            | 17                            |                               |                               |    |  | 8 mars 2020 - 18:28 UTC−08:00 | 8 mars 2020 - 18:28 UTC−08:00 |
|  | Nouvelle-Zélande              |                               |                               | 17                            |                               |                               |    |  | 8 mars 2020 - 18:28 UTC−08:00 | 8 mars 2020 - 18:28 UTC−08:00 |
|  | Fidji                         | 5                             |                               |                               |                               |                               |    |  | 8 mars 2020 - 18:28 UTC−08:00 | 8 mars 2020 - 18:28 UTC−08:00 |
|  | Fidji                         | 5                             | Nouvelle-Zélande              | 17                            |                               |                               |    |  |                               |                               |
|  | 8 mars 2020 - 12:03 UTC−08:00 |                               | Nouvelle-Zélande              | 17                            |                               |                               |    |  |                               |                               |
|  |                               | Australie                     | 14                            |                               |                               |                               |    |  |                               |                               |
|  | Australie                     | Australie                     | 14                            | 31                            |                               |                               |    |  |                               |                               |
|  | Australie                     | 8 mars 2020 - 15:36 UTC−08:00 |                               | 31                            |                               |                               |    |  |                               |                               |
|  | Angleterre                    | 12                            |                               |                               |                               |                               |    |  |                               |                               |
|  | Angleterre                    | 12                            | Australie                     | 19                            |                               |                               |    |  |                               |                               |
|  | 8 mars 2020 - 12:25 UTC−08:00 | 8 mars 2020 - 12:25 UTC−08:00 | Australie                     | 19                            | Match pour la 3e place        | Match pour la 3e place        |    |  |                               |                               |
|  | 8 mars 2020 - 12:25 UTC−08:00 | 8 mars 2020 - 12:25 UTC−08:00 |                               | Canada                        | Match pour la 3e place        | Match pour la 3e place        | 14 |  |                               |                               |
|  | Canada                        | 21                            | 8 mars 2020 - 17:58 UTC−08:00 | 8 mars 2020 - 17:58 UTC−08:00 |                               |                               | 14 |  |                               |                               |
|  | Canada                        | 21                            | 8 mars 2020 - 17:58 UTC−08:00 | 8 mars 2020 - 17:58 UTC−08:00 |                               |                               |    |  |                               |                               |
|  | Espagne                       | 0                             |                               | Afrique du Sud                | 19                            |                               |    |  |                               |                               |
|  | Espagne                       | 0                             |                               | Afrique du Sud                | 19                            |                               |    |  |                               |                               |
|  |                               |                               |                               |                               |                               |                               |    |  | Canada                        | 26                            |
|  |                               |                               |                               |                               |                               |                               |    |  | Canada                        | 26                            |

#### Challenge 9e place
|  | Quarts de finale              | Quarts de finale              |        |    | Demi-finales                  | Demi-finales                  |  |  | Finale                        | Finale                        |
|  | Quarts de finale              | Quarts de finale              |        |    | Demi-finales                  | Demi-finales                  |  |  | Finale                        | Finale                        |
|  |                               |                               |        |    |                               |                               |  |  |                               |                               |
|  | 8 mars 2020 - 09:43 UTC−08:00 | 8 mars 2020 - 09:43 UTC−08:00 |        |    | 8 mars 2020 - 13:38 UTC−08:00 | 8 mars 2020 - 13:38 UTC−08:00 |  |  | 8 mars 2020 - 17:31 UTC−08:00 | 8 mars 2020 - 17:31 UTC−08:00 |
|  | 8 mars 2020 - 09:43 UTC−08:00 | 8 mars 2020 - 09:43 UTC−08:00 |        |    | 8 mars 2020 - 13:38 UTC−08:00 | 8 mars 2020 - 13:38 UTC−08:00 |  |  | 8 mars 2020 - 17:31 UTC−08:00 | 8 mars 2020 - 17:31 UTC−08:00 |
|  | Japon                         | 19                            |        |    | 8 mars 2020 - 13:38 UTC−08:00 | 8 mars 2020 - 13:38 UTC−08:00 |  |  | 8 mars 2020 - 17:31 UTC−08:00 | 8 mars 2020 - 17:31 UTC−08:00 |
|  | Japon                         | 19                            |        |    | 8 mars 2020 - 13:38 UTC−08:00 | 8 mars 2020 - 13:38 UTC−08:00 |  |  | 8 mars 2020 - 17:31 UTC−08:00 | 8 mars 2020 - 17:31 UTC−08:00 |
|  | Samoa                         | 50                            |        |    | 8 mars 2020 - 13:38 UTC−08:00 | 8 mars 2020 - 13:38 UTC−08:00 |  |  | 8 mars 2020 - 17:31 UTC−08:00 | 8 mars 2020 - 17:31 UTC−08:00 |
|  | Samoa                         | 50                            | Samoa  | 0  |                               |                               |  |  | 8 mars 2020 - 17:31 UTC−08:00 | 8 mars 2020 - 17:31 UTC−08:00 |
|  | 8 mars 2020 - 10:05 UTC−08:00 |                               | Samoa  | 0  |                               |                               |  |  | 8 mars 2020 - 17:31 UTC−08:00 | 8 mars 2020 - 17:31 UTC−08:00 |
|  |                               | France                        | 19     |    |                               |                               |  |  | 8 mars 2020 - 17:31 UTC−08:00 | 8 mars 2020 - 17:31 UTC−08:00 |
|  | Irlande                       | France                        | 19     | 21 |                               |                               |  |  | 8 mars 2020 - 17:31 UTC−08:00 | 8 mars 2020 - 17:31 UTC−08:00 |
|  | Irlande                       |                               |        | 21 |                               |                               |  |  | 8 mars 2020 - 17:31 UTC−08:00 | 8 mars 2020 - 17:31 UTC−08:00 |
|  | France                        | 22                            |        |    |                               |                               |  |  | 8 mars 2020 - 17:31 UTC−08:00 | 8 mars 2020 - 17:31 UTC−08:00 |
|  | France                        | 22                            | France | 7  |                               |                               |  |  |                               |                               |
|  | 8 mars 2020 - 10:27 UTC−08:00 |                               | France | 7  |                               |                               |  |  |                               |                               |
|  |                               | Écosse                        | 12     |    |                               |                               |  |  |                               |                               |
|  | Écosse                        | Écosse                        | 12     | 28 |                               |                               |  |  |                               |                               |
|  | Écosse                        | 8 mars 2020 - 14:00 UTC−08:00 |        | 28 |                               |                               |  |  |                               |                               |
|  | Argentine                     | 17                            |        |    |                               |                               |  |  |                               |                               |
|  | Argentine                     | 17                            | Écosse | 12 |                               |                               |  |  |                               |                               |
|  | 8 mars 2020 - 10:49 UTC−08:00 |                               | Écosse | 12 |                               |                               |  |  |                               |                               |
|  |                               | Kenya                         | 7      |    |                               |                               |  |  |                               |                               |
|  | Pays de Galles                | Kenya                         | 7      | 0  |                               |                               |  |  |                               |                               |
|  | Pays de Galles                |                               |        | 0  |                               |                               |  |  |                               |                               |
|  | Kenya                         | 28                            |        |    |                               |                               |  |  |                               |                               |
|  | Kenya                         | 28                            |        |    |                               |                               |  |  |                               |                               |

### Matchs de classement

#### Challenge 5e place
|  | Demi-finales                  | Demi-finales                  |            |    | Finale                        | Finale                        |
|  | Demi-finales                  | Demi-finales                  |            |    | Finale                        | Finale                        |
|  |                               |                               |            |    |                               |                               |
|  | 8 mars 2020 - 14:30 UTC−08:00 | 8 mars 2020 - 14:30 UTC−08:00 |            |    | 8 mars 2020 - 17:31 UTC−08:00 | 8 mars 2020 - 17:31 UTC−08:00 |
|  | 8 mars 2020 - 14:30 UTC−08:00 | 8 mars 2020 - 14:30 UTC−08:00 |            |    | 8 mars 2020 - 17:31 UTC−08:00 | 8 mars 2020 - 17:31 UTC−08:00 |
|  | États-Unis                    | 40                            |            |    | 8 mars 2020 - 17:31 UTC−08:00 | 8 mars 2020 - 17:31 UTC−08:00 |
|  | États-Unis                    | 40                            |            |    | 8 mars 2020 - 17:31 UTC−08:00 | 8 mars 2020 - 17:31 UTC−08:00 |
|  | Fidji                         | 14                            |            |    | 8 mars 2020 - 17:31 UTC−08:00 | 8 mars 2020 - 17:31 UTC−08:00 |
|  | Fidji                         | 14                            | États-Unis | 24 |                               |                               |
|  | 8 mars 2020 - 14:52 UTC−08:00 |                               | États-Unis | 24 |                               |                               |
|  |                               | Angleterre                    | 26         |    |                               |                               |
|  | Angleterre                    | Angleterre                    | 26         | 26 |                               |                               |
|  | Angleterre                    |                               |            | 26 |                               |                               |
|  | Espagne                       | 17                            |            |    |                               |                               |
|  | Espagne                       | 17                            |            |    |                               |                               |

#### Challenge 13e place
|  | Demi-finales                  | Demi-finales                  |         |    | Finale                        | Finale                        |
|  | Demi-finales                  | Demi-finales                  |         |    | Finale                        | Finale                        |
|  |                               |                               |         |    |                               |                               |
|  | 8 mars 2020 - 12:54 UTC−08:00 | 8 mars 2020 - 12:54 UTC−08:00 |         |    | 8 mars 2020 - 15:58 UTC−08:00 | 8 mars 2020 - 15:58 UTC−08:00 |
|  | 8 mars 2020 - 12:54 UTC−08:00 | 8 mars 2020 - 12:54 UTC−08:00 |         |    | 8 mars 2020 - 15:58 UTC−08:00 | 8 mars 2020 - 15:58 UTC−08:00 |
|  | Japon                         | 12                            |         |    | 8 mars 2020 - 15:58 UTC−08:00 | 8 mars 2020 - 15:58 UTC−08:00 |
|  | Japon                         | 12                            |         |    | 8 mars 2020 - 15:58 UTC−08:00 | 8 mars 2020 - 15:58 UTC−08:00 |
|  | Irlande                       | 21                            |         |    | 8 mars 2020 - 15:58 UTC−08:00 | 8 mars 2020 - 15:58 UTC−08:00 |
|  | Irlande                       | 21                            | Irlande | 31 |                               |                               |
|  | 8 mars 2020 - 13:16 UTC−08:00 |                               | Irlande | 31 |                               |                               |
|  |                               | Argentine                     | 26      |    |                               |                               |
|  | Argentine                     | Argentine                     | 26      | 31 |                               |                               |
|  | Argentine                     |                               |         | 31 |                               |                               |
|  | Pays de Galles                | 7                             |         |    |                               |                               |
|  | Pays de Galles                | 7                             |         |    |                               |                               |

## Bilan

### Statistiques sportives
Statistiques HSBC World Rugby Sevens Series 2020 - Vancouver: 